# Трегуб Євген Захарович
Євген Захарович Трегу́б (30 грудня 1920, Юріївка — 2 серпня 1984, Харків) — український радянський живописець, графік. Член Харківської організації Спілки художників України з 1956 року.

## Біографія
Народився 30 грудня 1920 року в селі Юріївці (нині у межах міста Полтави, Україна). До 1939 року жив у Полтаві. Брав участь у німецько-радянській війні. Член ВКП(б) з 1943 року. Протягом 1946—1951 рокі навчався у Харківському художньому інституті у Михайла Дерегус, Єфрема Світличного, Леоніда Чернова.
У 1951—1952 роках викладав у Харківському державному художньому училищі, у 1952—1984 роках працював у творчій майстерні. Мешкав у Харкові в будинку на вулиці Культури, № 20, квартира № 14. Помер в Харкові 2 серпня 1984 року. Похований на 13-му міському кладовищі. Його могила є пам'яткою історії Харкова місцевого значення за № 2481.

## Твори
Працював у галузях станкового живопису і станкової графіки. Серед робіт:
- «Після роботи» (1954);
- «В загоні Щорса» (1957);
- «Смерть Василя Боженка» (1960);
- «Володимир Ленін з робітниками» (1961);
- «Пісня українських партизанів» (1962—1964);
- «Мир народам» (1967);
- «У революцію» (1969);
- «Володимир Ленін» (1974—1975);
- «Партизанський час (Олексій Федоров)» (1980).

Брав участь у республіканських виставках з 1954 року, всесоюзних та зарубіжних — з 1955 року. Персональні виставки пройшли у Харкові у 1970 і 1986 роках.
Картини зберігаються в Харківському художньому музеї, Національному музеї Тараса Шевченка та інших музеях.

## Відзнаки
- Нагороджений орденами Червоної Зірки (24 грудня 1944)[2] і «Знак Пошани» (24 листопада 1960), медаллю «За оборону Радянського Заполяр'я» (21 червня 1945)[2];

почесні звання
- Заслужений діяч мистецтв УРСР з 1971 року;
- Народний художник УРСР з 1983 року.

## Вшанування пам'яті

меморіальна дошка

В Полтаві, на будинку по вулиці Соборності,№ 8, де у 1928—1939 роках жив художник, встановлено меморіальну дошку.